# Сирс, Тедди
Эдвард М. Тедди Сирс (англ. Edward M. «Teddy» Sears; род. 6 апреля 1977 года) — американский актёр, известный по ролям в сериалах «Одна жизнь, чтобы жить», «Адвокатская практика», «Мастера секса» и «Флэш».

## Биография
Тедди Сирс родился в Вашингтоне, рос в Чеви-Чейз, штат Мэриленд, в семье, чьи корни уходят к Плимуту, штат Массачусетс 1630 года. Учился в школе «Landon» в Бетесде.
В старшей школе был капитаном футбольной команды, попав в десятку рекордсменов национального списка участников преодоления 100-ярдовой дистанции брассом. Его прапрадед выиграл золотую медаль по стрельбе на Олимпийских играх 1912 года, а тётя — бронзовую на играх 1956 года за преодоление 100-ярдовой дистанции баттерфляем.
Тедди играл за футбольную команду в Университете Мэриленда. Через некоторое время перевёлся в Университет Виргинии, где по окончании получил степень по бизнес-менеджменту в 1999 году.

## Карьера
Сирс закончил карьеру бизнесмена, когда приехал в Нью-Йорк после окончания университета. После первых проб актёр получил контракт на 2 года за роль в сериале «Одна жизнь, чтобы жить». Затем после гостевых появлений в сериалах «Закон и порядок» и ситкоме «Вупи», Тедди вступил в программу обучения актёров продолжительностью два года, где одним из наставников был Уилльям Эспер. Благодаря программе Сирс получил роли в комедийных шоу «Позднее шоу с Дэвидом Леттерманом» и «Позднее шоу с Конаном О’Брайаном».
В период с 2005 по 2009 года актёр появился в гостевых ролях во множестве популярных сериалов: «Дурнушка», «C.S.I.: Место преступления Майами», «Безумцы», «Лас-Вегас», «Кукольный дом» Джосса Уидона и др. В 2010 появился в 28 эпизодах в основном составе драмы «Адвокатская практика» канала TNT и снялся в драматическом фильме «Список клиентов».
В 2011 году сыграл в первом сезоне сериала «Американская история ужасов» Райана Мёрфи, в 2012 появился в роли детектива в мистической драме «Парк авеню, 666». В данный момент снимается в сериале «Мастера секса», исполняя роль в основном актёрском составе.
В 2015 году Тедди был включён в актёрский состав второго сезона супергеройского сериала «Флэш», в котором получил роль Джея Гаррика — самого первого Флэша из комиксов DC, который в сюжете сериала является пришельцем из параллельного мира Земля-2. Однако в итоге оказалось, что в действительности Сирс играет роль суперзлодея Хантера Соломона по прозвищу Зум, который является главным антагонистом сезона.

## Фильмография

### Кино
| Кино | Кино                    | Кино                       | Кино                    | Кино                             |
| Год  | Название                | В оригинале                | Роль                    | Примечания                       |
| ---- | ----------------------- | -------------------------- | ----------------------- | -------------------------------- |
| 2001 | Конец всем войнам       | To End All Wars            | Парашютист-десантник    | в титрах не указан               |
| 2005 | Наследие Уолтера Фрамма | The Legacy Of Walter Frumm | Стивен                  | в титрах указан, как Эдвард Сирс |
| 2005 | Метания                 | In Between                 | Кен                     |                                  |
| 2006 | Красивая вещь           | Cosa Bella                 | Муж                     | короткометражный фильм           |
| 2007 | Пожарный пёс            | Firehouse Dog              | Терранс Кан             |                                  |
| 2008 | Обман                   | Os Desafinados             | Крутой житель Нью-Йорка |                                  |
| 2009 | Одинокий мужчина        | A Single Man               | Мистер Странк           |                                  |
| 2015 | Кривая линия            | Curve                      | Кристиан Лоутон         |                                  |
| 2016 | Девять жизней           | Nine Lives                 | Джош                    |                                  |
| 2023 | Флэш (фильм)            | The Flash                  | Джей Гаррик             | камео, в титрах не указан        |

### Телевидение
| Телевидение | Телевидение                           | Телевидение                         | Телевидение                | Телевидение                                        |
| Год         | Название                              | В оригинале                         | Обязанности                | Примечания                                         |
| ----------- | ------------------------------------- | ----------------------------------- | -------------------------- | -------------------------------------------------- |
| 2001        | Секс в большом городе                 | Sex & The City                      | Парень на показе мод       | эпизод «The Real Me» в титрах не указан            |
| 2001        | Одна жизнь, чтобы жить                | One Life To Live                    | Чед Беннетт                | н/д                                                |
| 2003        | Закон и порядок: Специальный корпус   | Law & Order: Special Victims Unit   | Джош Сэнфорд               | эпизод «Dominance» указан как Эдвард Сирс          |
| 2004        | Вупи                                  | Whoopi                              | Официант                   | эпизод «No Sex In The City» указан как Эдвард Сирс |
| 2004        | Закон и порядок: Преступное намерение | Law & Order: Criminal Intent        | Тедди                      | эпизод «Ill-Bred» указан как Эдвард Сирс           |
| 2005        | Позднее шоу с Дэвидом Леттерманом     | Late Show With David Letterman      | Слепое Правосудие          | 4 эпизода (2 не указан в титрах)                   |
| 2005        | Позднее шоу с Конаном О’Брайаном      | Late Night With Conan O’Brien       | Конана Высокого Разрешения | эпизод от 29 апреля 2005                           |
| 2005        | Позднее шоу с Дэвидом Леттерманом     | Late Show With David Letterman      | Бэтмен                     | сезон 12, эпизод 159                               |
| 2006        | Правосудие                            | Justice                             | Грег Холл                  | эпизод «Behind the Orange Curtain»                 |
| 2006        | Студия 60 на Сансет-Стрип             | Studio 60 On The Sunset Strip       | Даррен Уэллс               | 2 эпизода                                          |
| 2006-2007   | Дурнушка                              | Ugly Betty                          | Хантер                     | 2 эпизода                                          |
| 2006        | C.S.I.: Место преступления Майами     | CSI: Miami                          | Питер Кинкелла             | 2 эпизода                                          |
| 2007        | Меня зовут Пейдж Уилсон               | I’m Paige Wilson                    | Лайл Триллон               | некупленный пилот CW                               |
| 2007        | Фагли                                 | Fugly                               | Блейк                      | некупленный пилот CBS                              |
| 2007        | Рэйнс                                 | Raines                              | Митчелл Паркс              | эпизод «5th Step»                                  |
| 2007        | Большая любовь                        | Big Love                            | Грег Сэмюэльсон            | эпизод «Circle the Wagons»                         |
| 2007        | Безумцы                               | Mad Men                             | Кикс Матертон              | эпизод «Red In The Face»                           |
| 2008        | Карпулеры                             | Carpoolers                          | Красавчик                  | эпизода «The Handsomest Man»                       |
| 2008        | Лас-Вегас                             | Las Vegas                           | Брайан О’Тул               | эпизод «Win, Place, Bingo»                         |
| 2008        | Правила совместной жизни              | Rules Of Engagement                 | Дрейк                      | эпизод «Optimal Male»                              |
| 2008-2009   | Адвокатская практика                  | Raising The Bar                     | Ричард Патрик Вулсли       | основной состав 24 эпизода                         |
| 2008        | Какая Саманта?                        | Samantha Who?                       | Бред                       | эпизод «The Family Vacation»                       |
| 2009        | Кукольный дом                         | Dollhouse                           | Майк                       | эпизод «Needs»                                     |
| 2010        | Закон и порядок: Специальный корпус   | Law & Order: Special Victims Unit   | Гарретт Блейн              | эпизод «Disabled»                                  |
| 2010        | Свадьба на заднем дворике             | Backyard Wedding                    | Эван Слосон                | телевизионный фильм                                |
| 2010        | Список клиентов                       | The Client List                     | Рекс Хортон                | телевизионный фильм                                |
| 2010-2011   | Фишки. Деньги. Адвокаты               | The Defenders                       | Томас Коул                 | 10 эпизодов (1 не указан)                          |
| 2011        | На виду                               | In Plain Sight                      | Том Калпэк                 | эпизод «I’m A Liver Not A Fighter»                 |
| 2011        | Необходимая жестокость                | Necessary Roughness                 | Бобби Колдвелл             | эпизод «Poker Face»                                |
| 2011        | Торчвуд: День чуда                    | Torchwood: Miracle Day              | Голубоглазый мужчина       | 4 эпизода                                          |
| 2011        | Американская история ужасов           | American Horror Story: Murder House | Патрик                     | 4 эпизода                                          |
| 2011-2013   | Голубая кровь                         | Blue Bloods                         | Сэм Крофт                  | 2 эпизода                                          |
| 2011        | Риццоли и Айлс                        | Rizzoli & Isles                     | Рори Грэм                  | эпизод «Seventeen Ain’t So Sweet»                  |
| 2012        | Закон Хэрри                           | Harry’s Law                         | Алан Бегли                 | эпизод «Les Horribles»                             |
| 2012-2013   | Парк авеню, 666                       | 666 Park Avenue                     | Детектив Хээйден Купер     | 5 эпизодов                                         |
| 2012        | Дрю Питерсон: Неприкасаемые           | Drew Peterson: Untouchable          | Майк Адлер                 | телевизионный фильм                                |
| 2013-2015   | Мастера секса                         | Masters Of Sex                      | Доктор Остин Лэнгам        | основной состав                                    |
| 2015-2016.  | Флэш                                  | The Flash                           | Хантер Золомон / Зум       |                                                    |
| 2017        | 24 часа: Наследие                     | 24: Legacy                          | Кит Маллинс                |                                                    |
| 2018        | Вне времени                           | Timeless                            | Лукас Калхоун              | эпизод «Hollywoodland»                             |
| 2018-2019   | Пожарные Чикаго                       | Chicago Fire                        | Кайл Шеффилд               | 10 эпизодов                                        |